# سرملا (غوهران)
سرملا (بالفارسية: سرملا) هي قرية تقع في إيران في Gowharan Rural District. يقدر عدد سكانها بـ 234 نسمة بحسب إحصاء 2016.